# راهنمای پرنده برای همه‌چیز
راهنمای پرنده برای همه‌چیز (به انگلیسی: A Birder's Guide to Everything) فیلمی محصول سال ۲۰۱۳ و به کارگردانی راب میر است. در این فیلم بازیگرانی همچون کدی اسمیت-مک‌فی، کتی چانگ، الکس وولف، جیمز لوگرو، دانیلا لاوندر و بن کینگزلی ایفای نقش کرده‌اند.